# 林嘉滨
林嘉滨（1958年—），汉族，中华人民共和国政治人物、第十一届全国政协委员。
加入中国共产党，担任北京医院院长、党委常委。2008年，当选第十一届全国政协委员，代表医药卫生界，分入第四十六组。